# Alessandro Cardelli
Pour les articles homonymes, voir Cardelli.
Alessandro Cardelli, né le 7 mai 1991 à Cesena, est un homme d'État saint-marinais, membre du Parti démocrate-chrétien saint-marinais. Il est capitaine-régent, avec Mirko Dolcini du 1er octobre 2020 au 1er avril 2021.

## Biographie
Membre du Parti démocrate-chrétien saint-marinais depuis 2009, il est élu député au Grand Conseil général en novembre 2012 et conserve son siège en décembre 2016 ainsi qu'en décembre 2019.
Le 18 septembre 2020, il est élu capitaine-régent avec Mirko Dolcini. Ils entrent en fonction le 1er octobre suivant pour un semestre.